# Campagna di Libia (1913-1921)
La campagna di Libia intrapresa tra il 1913 e il 1921 costituisce una delle fasi operative successive alla guerra italo-turca per assicurare la pace e la sovranità italiana nella colonia libica.
La Libia con la firma del trattato di Losanna passò sotto l'amministrazione civile e militare italiana (art. 2).
Alla fase bellica, seguirono provvedimenti di natura civile aventi per oggetto l'insieme delle norme da attuare per procedere organizzativamente alle necessità della colonia. Furono emanate disposizioni per l'amministrazione dei territori della Tripolitania e della Cirenaica e si diede inizio a programmi di riduzione delle truppe di presidio procedendo alle prime smobilitazioni. Il 9 gennaio 1913 furono quindi istituiti due separati governi, uno per la Tripolitania affidato al generale Ottavio Ragni e uno per la Cirenaica guidato dal generale Ottavio Briccola. I governatori, secondo quanto stabilito nel nuovo ordinamento furono posti alle dipendenze del Ministero delle colonie. Oltre alla complessa serie di atti normativi, centrali e periferici, in corso di attuazione in entrambi i governatorati, dopo la conclusione della guerra italo-turca, si aggiunsero non pochi problemi con le popolazioni arabe. Il trattato di Losanna concluso con la Turchia, non scongiurò la continuazione dell'azione già sviluppata durante il conflitto da emissari e ufficiali turchi che continuarono, anche dopo la firma del trattato, nella loro opera destinata a fomentare il disordine e sollevare le popolazioni arabe contro le autorità italiane. Infatti, anche se le truppe turche a campagna conclusa furono rimpatriate, alcuni ufficiali fra cui Enver Bey rimasero in Libia osteggiando l'azione del governo con l'appoggio della confraternita dei Senussi.

## Ampliamento delle zone di occupazione

### Tripolitania
Nel settembre 1912 il generale Ottavio Ragni, governatore della Tripolitania decise di estendere la sovranità italiana sulle ampie fasce territoriali non ancora sottomesse. Per raggiungere tale obiettivo sviluppò un'intensa attività di propaganda destinata ad assoggettare pacificamente le tribù e disarmarle. Ottenuta la collaborazione di molti capi, il generale Ragni decise di espandere la propria azione verso i territori dell'interno sviluppando operazioni per l'occupazione delle regioni della Gefara e del Gebel Nefusa.. Sottomesse senza difficoltà Suani Ben Adem, Azizia, Fondugh ben Gascir, Zliten, Agelat e Zavia, nel dicembre 1912 fu occupata la località di Garian; l'operazione fu portata a termine dal generale Clemente Lequio al comando della 1ª divisione (23º e 82º reggimento, 11º Reggimento bersaglieri, quattro battaglioni alpini - "Tolmezzo", "Feltre", "Vestone" e "Susa" -, un battaglione del 52º reggimento, due squadroni cavalleggeri guide, 3º battaglione eritreo, artiglieria e servizi. Subito dopo furono del pari conquistate Cussabat, Tarhuna, Sidi Ben Nur e Sirte dove furono istituiti e organizzati alcuni presidi e residenze.
Non mancarono comunque episodi di opposizione: il capo berbero Suleiman El Baruni, invocando l'autonomia della Tripolitania, organizzò la resistenza armata dei territori sotto il suo controllo. Furono avviate trattative, ma nel febbraio 1913 le truppe del generale Ragni, senza aver ottenuto preventiva autorizzazione del Ministro delle colonie, occuparono Beni Ulid. Esclusa la possibilità di ulteriori negoziazioni, per frenare Suleiman El Baruni e riportare la tranquillità nei settori interessati il 23 marzo la 1ª divisione, al comando del generale Clemente Lequio, conquistò Assàba strappandola a circa 5 000 arabi. La vittoria conseguita consentì di procedere alla occupazione di altre località sull'altipiano: furono raggiunte Kicla, Suadna, Iefren e Bir el-Ghnem. Ottenuta la sottomissione di molti capi e notabili, l'azione fu proseguita sull'altipiano del Gebel assumendo il controllo di Nalut e ad aprile di alcune oasi tra cui quelle di Ez-Zintan, Giado, Giòsc, e Gadames. Quest'ultima località, occupata dal capitano Pavoni, fu ritenuta di una certa importanza per stabilizzare il confine con la Tunisia e nel contempo contenere le eventuali mire espansionistiche francesi, mirate verso il momento all'oasi di Ghat. 
Nei mesi successivi i contrasti tra il generale Ragni e il Ministero delle colonie si aggravarono, perciò il 1º giugno 1913 fu nominato governatore della Tripolitania il generale Vincenzo Garioni: egli si rifece a un progetto stilato dal suo predecessore per occupare il Fezzan. Al comando delle truppe fu destinato il tenente colonnello di Stato maggiore Antonio Miani  cui fu affiancato, per l'azione politica, il capitano Hercolani Gaddi. Il 19 giugno fu occupata Bu Ngnem, il 5 luglio Mizda e il 22 Socna. Quest'ultima località, occupata pacificamente grazie al supporto di Seif en-Nasser, divenne una base di appoggio da cui muovere a protezione delle linee di comunicazione e di rifornimento della colonna principale, ancora in fase di raccolta a Sirte. Concluse positivamente le operazioni preliminari, Miani fu nominato nel frattempo "Commissario governativo incaricato dell'occupazione e del Governo del Fezzan" mosse con la sua colonna da Sirte raggiungendo Socna il 26 agosto. Nel dicembre dello stesso anno la colonna del tenente colonnello, dopo una lunga preparazione, attraversò il Gebèl el-Soda, ed iniziò ad addentrarsi nel Fezzan. Gli uomini di Miani affrontarono per ben tre volte i combattenti di Mohammed Ben Abdallah: il primo scontro avvenne presso i pozzi di Esc Scebb l'8 dicembre, il secondo presso i pozzi di Eschida il 13 dicembre 1913 e l'ultimo avvenne il 24 dicembre a Maharuga. Lo scontrò fu feroce, con un gran numero di perdite da parte di entrambi, ma gli italiani ebbero la meglio. Sul campo di battaglia trovarono la morte il capitano Domenico De Dominicis ed il capo tribù Mohammed Ben Abdallah.
Con l'avvenuta occupazione del Fezzan, l'ostilità dei capi della confraternita dei Senussi e di altri influenti personaggi locali portò ad altri scontri nella Sirtica orientale; il comando italiano puntò quindi a stabilire le comunicazioni tra Sirte e Fezzan ed eliminare le sacche di resistenza esistenti. In tale quadro il 3 marzo furono occupate Gheriat e la zauia senussita di Nufilia da un battaglione libico, una squadra Savari, artiglieria e servizi. e l'oasi di Ghat cui avrebbe dovuto seguire quella dell'oasi di Zella, che non ebbe però seguito.
Nell'estate del 1914 le condizioni di sicurezza nei territori della Tripolitania si aggravarono rendendo difficoltosi i rifornimenti con la costa, mentre lo scoppio della prima guerra mondiale non consentì di proseguire in ulteriori azioni belliche, le riserve essendo state dirottate sul fronte aperto contro l'Austria-Ungheria.

### Cirenaica
In Cirenaica come in Tripolitania la propaganda dei Senussi e il concorso prestato alla resistenza araba da Enver Bey provocarono l'ostilità delle popolazioni rendendo problematica l'espansione territoriale italiana. Non potendo agire offensivamente a causa delle disposizioni impartite dal Governo Centrale, le truppe italiane si limitarono inizialmente a presidiare i principali centri della costa Derna, Bengasi, e Tobruk. Gli arabi viceversa raccolsero le loro forze e organizzarono la resistenza nei campi armati di Benina, Arghub, Ettangi e Ras Mdauar. L'intensificarsi di azioni di guerriglia contro gli avamposti italiani consentì di ottenere l'assenso del Ministero delle colonie per agire contro le basi arabe. Avviate le operazioni e conquistata l'oasi di Suani Osman fu deciso di procedere all'occupazione di tutta la costa fra Bengasi e Derna. Conseguentemente il Governatore della Cirenaica, generale Ottavio Briccola emanò ordini programmando un'azione della Divisione del generale Giulio Cesare Tassoni nel Gebèl centrale e orientale; della 2ª divisione del generale Felice D'Alessandro nel Gebel occidentale e delle truppe di Derna in direzione di Ain Mara. Nel mese di aprile Il generale Tassoni con la 4ª divisione speciale,, sbarcò a Tolmetta occupando el-Merg ed el-Abiar. Una colonna al comando del generale Mambretti prendendo contatto con i battaglioni alpini Fenestrelle, Ivrea e Mondovì, rastrellò poi la regione costiera riuscendo a collegare tra di loro le piazze di Derna e di Cirene.
Quasi contemporaneamente, il 13 aprile, artiglierie nemiche aprirono il fuoco dal campo di Benina contro le fortificazioni di Bengasi. Alla minaccia rispose la 2ª divisione del generale D'Alessandro che, con circa 6 000 uomini, distrusse la base avversaria raggiungendo e occupando, nelle giornate del 23 e del 26 aprile 1913, le località di Er-Regima e di el-Abiar. Nei primi giorni di maggio il generale D'Alessandro dopo alcuni combattimenti prese contatto con la 4ª divisione del generale Tassoni che proseguendo le operazioni conquistò Maraua, Sira e Slonta. Qualche settimana dopo, nel settore di Derna fu decisa l'eliminazione del campo armato di Ettangi. Questa operazione portò il 15 maggio alla Battaglia di Sidi Garbàa dove il generale Ettore Mambretti, subì una pesante sconfitta. Le truppe della 4ª divisione (Tassoni) si diressero verso Cirene e Apollonia dove la divisione, secondo gli ordini ricevuti, sostò organizzando una base in attesa di rinforzi.
Il generale Ottavio Briccola, nell'impossibilità di intavolare trattative, anche per ragioni di prestigio legate alla sconfitta subita a Sidi Garbàa, impartì il 1º giugno 1913 ai comandanti della 4ª divisione (Tassoni) e della 8ª divisione (Salsa), l'ordine di attaccare il campo di Ettangi situato presso Derna; campo che fu conquistato il 18 giugno senza incontrare resistenza. Le truppe nel proseguire la loro azione presero possesso dell'oasi di Martuba considerata strategicamente rilevante per il controllo del territorio tra Derna e Bomba. Nello stesso periodo la 4ª divisione (Tassoni) conquistò il campo arabo di Zauiet El Faidia mentre il 18 luglio il generale Tommaso Salsa attaccò quello di Ras Mdauar. Nel settembre il generale Alfonso Torelli, con truppe del settore di Cirene attaccò e conquistò il campo di Tecniz.. La distruzione dei campi di Sidi Garbàa, di Ettangi, di el Mdauar, di Zauiet El Faida, di Tecniz oltre quello di Ain Bu Scimal distrutto nel settembre dalle truppe della 4ª divisione, non consentirono però di ottenere la pacificazione della Cirenaica. La stagione delle piogge, determinò una sosta nelle operazioni mentre il 23 ottobre 1913, il generale Giovanni Ameglio sostituì il generale Ottavio Briccola nella carica di Governatore della Cirenaica. Il nuovo governatore si attivò immediatamente nel tentativo di raggiungere accordi con i Senussi e porre fine a ogni forma di ostilità nella colonia. Poiché nel novembre assalti e incursioni arabe si intensificarono, il generale Ameglio decise di agire offensivamente utilizzando colonne mobili da lui considerate più adatte per far fronte alle attività di guerriglia. Le azioni sviluppate consentirono di occupare nella zona di Cirene i campi di El Arghub e di Slonta. Nel febbraio, nel territorio fino al confine sirtico, fu attaccato il campo di Esc Scleidima. Un'altra colonna al comando del generale Antonio Cantore operò nella zona di Merg per proseguire le sue azioni nel sud bengasino fino all'occupazione definitiva di Agedabia e di Zuetina. Raggiunti gli obiettivi ed occupati i principali campi nemici di Argub, di Tecniz e di Agedabia, le forze avversarie furono costrette a riparare nel Gebèl. Nel corso del 1914 proseguirono le azioni di varie colonne che inflissero una dura sconfitta tra il 9 e il 10 settembre agli arabi trincerati nel campo di Kaulan. Il complesso delle operazioni sviluppate nel 1913 e nel 1914 ebbe come risultato quello di distruggere tutti i campi armati della Cirenaica e limitare quindi la resistenza araba a modeste incursioni contro carovane e trasporti.

## Scoppio della prima guerra mondiale
Iniziata nel 1914 la prima guerra mondiale nell'autunno dello stesso anno (5 novembre 1914), la Turchia si schierò a fianco degli Imperi centrali partecipando così al conflitto. Il sultano Maometto V proclamò contestualmente la guerra santa facilitando l'azione degli agenti turchi che stimolarono la sollevazione delle popolazioni arabe in Libia e in altri stati islamici appoggiandosi ancora una volta alla confraternita dei Senussi interessata a mantenere il proprio dominio nelle aree egiziane e libiche. In Tripolitania, le scorrerie e le offensive nemiche tagliarono rapidamente le comunicazioni fra i presidi del Fezzan e della Tripolitania. Anche in Cirenaica, alla vigilia dello scoppio della guerra mondiale fu necessario porre le truppe sulla difensiva sospendendo, alcune azioni anticontrabbando. Le notizie provenienti dalla Tripolitania e la proclamazione della guerra santa eccitarono gli animi provocando un rilevante aumento delle razzie e degli attacchi ai presidi isolati. La mancanza di truppe disponibili per frenare le azioni offensive arabe e la scarsa possibilità di avere rinforzi dall'Italia, costrinse i governatori della Tripolitania e della Cirenaica a rivedere la dislocazione dei presidi sul territorio procedendo allo sgombero di quelli più avanzati

### Tripolitania

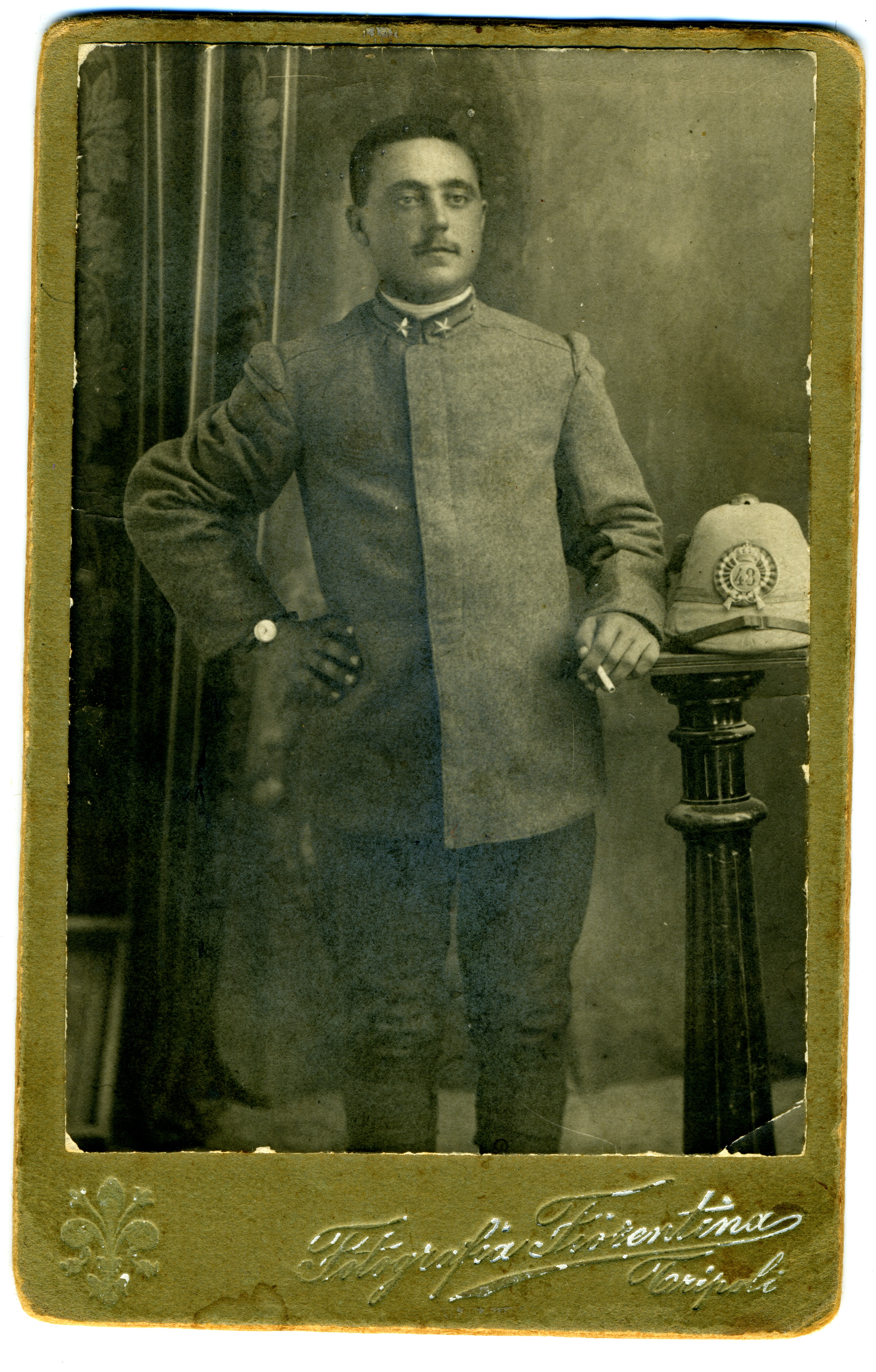
Foto ritraente un soldato italiano (1914), in uno studio da posa a Tripoli, del 48º Reggimento fanteria

Il governo della Tripolitania retto dal generale Luigi Druetti, visto il dilagare dell'offensiva araba, diramò l'ordine alle guarnigioni del Fezzan e delle oasi sirtiche di concentrarsi a Brach. Confermata la disposizione, ebbe inizio il ritiro dei presidi più lontani compreso quello di Ghat, mentre, per ridurre la pressione araba, una colonna composta da 700 uomini al comando del colonnello Miani si spinse nei pressi dell'oasi di Zella per poi rientrare a Murzuch senza aver ottenuto risultati. Il 28 novembre contingenti arabi attaccarono i presidi di Sebha e di Ubari. Il presidio di Sebha, sorpreso dai ribelli fu annientato; quello di Ubari assediato da forze nemiche fu impossibilitato a ritirarsi verso Murzuch. Il colonnello Miani, a sua volta, durante lo sgombero di Murzuch, abbandonò l'11 dicembre Brach ritirandosi su Socna dove giunse il 21 successivo. La colonna Miani con al suo seguito circa 1 200 uomini raggiunse Misurata, dove si sciolse, dopo aver sostenuto accaniti combattimenti nella zona di Bu Ngem. La ritirata dal Fezzan, costituì la prima fase del ripiegamento generalizzato delle truppe italiane dai presidi della Tripolitania. L'ultimo ad abbandonare il Fezzan fu quello di Ghat. La ribellione si estese anche nel Gebèl e nella sirtica, alla fine del 1914 quindi le truppe presenti a Gadames, Nalut e Sinaum furono fatte ripiegare verso la costa.
Cambiata la strategia iniziale di abbandonare le zone più esposte, il nuovo Governatore della Tripolitania Giulio Cesare Tassoni nel tentativo di tenere sotto controllo la situazione, decise di rioccupare Gadames che fu presa nel gennaio 1915. Nel febbraio del 1915 nonostante l'abbandono di Socna da parte del presidio costretto a ritirarsi verso Beni Ulid, il generale Tassoni ordinò che tutte le località ancora in possesso italiano a sud del Gebel fossero difese, quindi sviluppò azioni di sostegno nei pressi di Mizda, nella regione dell'Orfella e nella Sirtica, senza però ottenere risultati. La colonna al comando del colonnello Gianinazzi operando nella Ghibla si scontrò con i ribelli sull'Uadi Marsit quella al comando del colonnello Miani, nella sirtica, fu duramente provata nella battaglia di Gasr Bu Hàdi Entrambe le colonne, dopo aver subito perdite pesantissime, furono costrette a rientrare nelle basi di partenza. I rovesci subiti non agevolarono il compito del governatore che nonostante l'ottenimento di rinforzi non fu nella condizione di aiutare i presidi dell'interno, impartì quindi ordini di sgombero anche se tentò di agevolare la ritirata delle guarnigioni con l'intervento di colonne mobili. il presidio di Tarhuna,, impossibilitato a ricevere rifornimenti, abbandonato il forte, fu quasi integralmente distrutto; quello di Beni Ulid, fu costretto ad arrendersi; quello di Misurata, di Tauorga riuscirono a disimpegnarsi ma altre guarnigioni rimasero del tutto isolate. L'ordine di ripiegamento di tutti i presidi dell'interno non giunse ai comandanti tempestivamente. I presidi di Mizda e di Cabao non furono in condizioni di resistere; quello di Iefren iniziò il ripiegamento su Zavia abbandonando lungo la marcia gran parte delle dotazioni; i presidi di Giosc e di Fessato raggiunsero Zavia decimati; quello di Nalut, in ripiegamento fu attaccato e semidistrutto. Il presidio di Garian, invece, riuscì fortunosamente a raggiungere Tripoli senza perdite. Il 16 ed il 17 luglio sgombrarono dirigendosi su Gargaresch i presidi di Azizia e Suani Beni Adem; il 19 la guarnigione di Gadames abbandonò il forte ritirandosi in territorio tunisino. Negli stessi giorni ripiegarono anche presidi di Zliten, quelli di Zuara e delle zone limitrofe. Concluse le operazioni di sgombero l'occupazione italiana si ridusse alle sole basi costiere di Tripoli, Misurata Marina, Homs e Zuara.

### Cirenaica
Anche in Cirenaica, la scarsezza di truppe non consentì di gestire i presidi in condizioni di sicurezza, si rese quindi necessario sgombrare quelli di el-Gubba e di el-Abiar. L'attività offensiva araba si intensificò grazie anche ai notevoli afflussi di armi e materiali provenienti dalla frontiera con l'Egitto. Per contenere la spinta delle forze senussite il Governatore generale Tassoni, ordinò alle zone dipendenti di battere il territorio con colonne mobili destinate a distruggere i campi di raccolta senussiti. L'attività operativa delle colonne ebbe inizio contemporaneamente ai primi del mese di marzo 1915. Nella zona di Cirene tra il 17 ed il 18 marzo il colonnello Latini diede corso ad azioni di rastrellamento nei territori di Sidi el-Homri e di Slonta. Nella zona di Merg un'altra colonna al comando del colonnello Martinelli operò dall'11 al 19 marzo distruggendo il campo nemico di Gerdes. Nella zona di Bengasi il generale Giuseppe Moccagatta si mise in marcia tra il 7 ed il 15 marzo, per raggiungere e distruggere il campo di Uadi Gamra Un'altra colonna tentò il 13 marzo di colpire il campo di Agedabia senza però raggiungere il risultato atteso. Nel maggio per evitare perdite analoghe a quelle della Tripolitania fu disposto lo sgombero di tutti presidi della Cirenaica.
Fu quindi evacuato il presidio di Esc Scleidima, in giugno quello di Esc Scechaneb, in luglio quello di Zuetina ed infine nell'ottobre quelli di Tecniz, Zavia, el Gsur, el Guba, Ain Mara, el-Abiar e Sidi Garbàa. Lo sgombero delle basi fu effettuato secondo un piano organizzato a tappe consecutive. Le truppe poterono così rafforzarsi nelle zone di maggior interesse strategico mantenendo il controllo sulla parte più importante dell'altipiano cirenaico e della fascia costiera. Rimasero comunque presidiate alcune posizioni avanzate nei settori di Bengasi, Merg, Cirene, Derna e Tobruch.

## La Libia durante la prima guerra mondiale
L'Italia nel frattempo si trovò ad affrontare altri seri problemi tra cui quello di decidere sulla propria partecipazione alla guerra mondiale. Il 24 maggio 1915, abbandonata la neutralità, dichiarò guerra all'Austria-Ungheria ed il 25 agosto dello stesso anno, alla Turchia. Lo stato di belligeranza con la Turchia diede modo alle forze turche presenti in Libia di combattere allo scoperto contro le truppe italiane ottenendo consistenti rifornimenti in armi e materiali inviati a Misurata e altre località costiere, tramite sommergibili tedeschi. L'estensione dei territori libici, la guerra sul mare che ridusse le capacità di approvvigionamento, le scarse forze a disposizione e l'atteggiamento negativo del generale Luigi Cadorna ostile ad impegnare truppe in Libia e nei teatri operativi secondari non consentì di arginare inizialmente l'offensiva araba.  Per far fronte alle numerose esigenze della colonia libica fu deciso di gestire la situazione, tramite un'unica autorità di comando, nel luglio del 1915, il generale Tassoni, fu sostituito dal generale Giovanni Ameglio nel governo della Tripolitania e della Cirenaica
Ulteriori problemi emersero nel 1917 a seguito della sconfitta italiana di Caporetto. Infatti, con la notizia annunciata con bandi e proclami, si diffuse la voce che l'Italia sarebbe stata costretta a chiedere la pace e ad abbandonare i suoi possedimenti in Africa settentrionale, eventualità che però non si verificò. La campagna dell'Italia in Tripolitania e Cirenaica durante la prima guerra mondiale fu soprattutto difensiva e si concluse con il mantenimento dei presidi italiani in Libia.

### Operazioni in Tripolitania e Cirenaica
Dopo il ritiro dei presidi sulla costa tripolitana e abbandonata nel luglio 1915 Zuara, l'occupazione italiana si limitò a Tripoli e Homs. 
Dopo il ritiro nel 1914 della 17ª Squadriglia Farman gli italiani erano senza forze aeree ma nel settembre 1915 arriva un distaccamento di 3 Farman denominato Squadriglia di Tripoli.
Nel 1916 la situazione restò difficile continuando a verificarsi scontri di varia importanza a causa della presenza di numerose forze turco-arabe approvvigionate dal contrabbando proveniente dal settore di Zuara e da sommergibili tedeschi con basi a Misurata.
Rioccupata Zuara nel maggio 1916, nell'agosto furono attaccati e dispersi alcuni campi armati nelle oasi di el-Agelat e di Sorman. 
Il 2 ottobre arriva sul campo volo di Mellaha la 12ª Squadriglia Caproni e il 10 ottobre le Sezioni Farman che sono diventate due diventano 104ª Squadriglia Farman da Difesa sempre su Mellaha.
Dal 22 dicembre nasce la 3ª Sezione della 104ª.
Tra il gennaio ed il settembre 1917, al fine di mantenere i collegamenti nella regione fra Zuara e Tripoli, il generale Giovanni Ameglio decise di eseguire una serie di operazioni che portarono alla riconquista di Sidi Bilal distruggendo il 20 settembre 1916 anche il campo arabo-turco di Fondugh Ben Gascir.
Il 26 ottobre i Caproni della 12ª Squadriglia bombardano Fonduq el Scerif (vicino all'Aeroporto di Tripoli).
Il 1º settembre 1917 nasce la 106ª Squadriglia Farman di Tripoli.
Nel 1916 in Cirenaica l'occupazione fu limitata a una fascia costiera compresa fra Ghemines e il confine egiziano e articolata su cinque Comandi di Zona (Bengasi, Merg, Cirene, Derna, Tobruk) con una forza complessiva di circa 40 000 uomini. Alle zone sotto controllo italiano si contrapposero numerosi campi armati senussiti alcuni dei quali situati nei pressi delle opere di difesa. La situazione continuò a permanere difficile, ma migliorò notevolmente per effetto della sconfitta subita dalle truppe turco-senussite in Egitto. Gli inglesi, interessati a mantenere tranquilli i territori egiziani soggetti all'influenza della confraternita, avviarono quindi trattative con i Senussi che portarono alla stipula degli accordi sottoscritti a el-Acroma cui aderirono anche i rappresentanti del Regno d'Italia. Con il Modus Vivendi di el-Acroma (17 aprile 1917), i Senussi rinunciarono alla rivolta e alla protezione degli Ottomani, mentre il Governo italiano accordò larghe concessioni al capo della confraternita dei Senussi, il futuro Idris di Libia, compreso il titolo di Emiro e la possibilità di mantenere consistenti formazioni armate.
Nel gennaio 1918 nasce la 21ª Sezione FBA per la Libia a Homs dotata di FBA Type H che in primavera diventa 1ª Sezione che con la 2ª e la 3ª in maggio creano la 286ª Squadriglia di Tripoli, con una sezione a Homs, che si aggiunge alla 3ª Sezione FBA Libia nata nell'aprile del 1918.

## Situazione italiana in Libia alla fine della guerra mondiale
Verso la fine del 1918, le forze italiane in Libia si mantennero prevalentemente in posizione difensiva. In Cirenaica la situazione andò stabilizzandosi per effetto del Modus Vivendi di el-Acroma. In Tripolitania invece, perdurando una accesa conflittualità, le truppe continuarono a presidiare i campi trincerati di Tripoli, di Homs e di altre aree strategicamente importanti tra cui Zuara. Essenziale risultò liberare le linee di comunicazione dalla pressione araba e consentire elasticità alla difesa, quindi, il generale Vincenzo Garioni, effettuò tra l'agosto ed il novembre 1918 alcuni rastrellamenti cui seguirono altre azioni offensive su Misurata e nella Tripolitania occidentale. Ai primi di settembre l'aviazione effettuò bombardamenti su Zavia, Garian, Suani Beni Adem, Zliten ed a sud di Zanzur. All'azione dell'aeronautica seguì quella terrestre: nel settembre una forte colonna, uscita da Zuara, sorprese il campo dei ribelli di Gasr Tellil mentre nel gennaio 1919 una colonna attaccò e disperse forti nuclei avversari a Zanzur.
Nel frattempo, le ostilità con l'Impero Ottomano erano formalmente cessate con la firma dell'Armistizio di Mudros (30 ottobre 1918). La sconfitta della Turchia e dei suoi alleati non contribuì però a sedare l'ostilità araba e riportare immediatamente la pace nel teatro operativo libico. Infatti, in Tripolitania i capi locali, intensificarono iniziative e azioni offensive per ottenere l'autonomia. Il 16 novembre a Cussabat i maggiori capi della dissidenza decisero di costituire un governo provvisorio (la giamurìa) ponendovi a capo Ramadan Sceteui.

### Operazioni belliche, trattative e accordi

#### Tripolitania
Conclusa la guerra mondiale turchi e tedeschi lasciarono in territorio libico gran parte del materiale bellico depositato nelle loro basi. I capi arabi della Tripolitania se ne appropriarono continuando le ostilità e facendo di Misurata il loro centro di comando da dove svilupparono attacchi contro le truppe italiane e incursioni contro le popolazioni arabe sottomesse. Il Governo di Roma ordinò quindi di chiudere ogni trattativa con i capi ribelli mentre al generale Garioni, furono promesse consistenti truppe che giunsero agli inizi del 1919, consentendo di formare la 38ª e l'81ª divisione cui si aggiunse in seguito la 1ª Divisione d'Assalto comandata dal generale Ottavio Zoppi, la 89ª Squadriglia a Homs e la 90ª Squadriglia a Mellaha. I rinforzi ottenuti consentirono di pianificare nuovi cicli operativi individuando come obiettivo la rioccupazione della Gefara fra Tripoli ed Azizia. Una colonna al comando del colonnello Mazzetti occupò Gars Tellil e Zavia proseguendo quindi su Zanzur disperdendo lungo la marcia formazioni arabe. Il Governatore, avuta notizia su concentramenti di armati arabi a Bir Terrina, Suani Beni Adem, Fondugh Ben Gascir e Bir el Tueta, decise di programmare nuove operazioni di polizia coloniale nella Tripolitania Occidentale utilizzando le 38ª e 81ª divisione. Mantenne a disposizione la Divisione d'Assalto in attesa di poter agire su Misurata. L'operazione fu però annullata a causa dell'accordo raggiunto il 16 aprile 1919 dall'Ufficio Politico di Tripoli con i capi ribelli. Gli accordi approvati dal Governo centrale e ratificati nel maggio a Chàllet Zeitùni (maggio 1919), furono seguiti dall'emanazione dello Statuto Libico (giugno 1919) di cui alla Legge Fondamentale per la Tripolitania del 1º giugno del 1919. Secondo gli accordi intercorsi ai capi arabi fu consentito di mantenere nuclei armati mentre il disarmo del resto della popolazione fu previsto gradualmente. Furono anche istituiti campi armati alle dipendenze dei capi e organizzate missioni di collegamento con ufficiali italiani e piccoli presidi sul Gebel, a Tarhuna, a Beni Ulid, a Misurata ed a Sirte. Nei primi mesi del 1920 però si verificarono aggressioni contro i presidi italiani tra cui quello di Sirte, mentre quelli di Misurata e Beni Ulid furono costretti a ritirarsi. I capi inoltre al fine di dare alla Tripolitania la piena indipendenza politica costituirono un Comitato delle Riforme, con a capo Ramadan Sceteui, chiedendo appoggio anche a parlamentari italiani. Alla fine del 1921 l'occupazione italiana in Tripolitania si limitò alle oasi costiere di Tripoli, Homs, Zuara ed Azizia. I Berberi cacciati dai loro territori nel Gebel Nefusa ripiegarono su Zuara per mantenersi sotto la protezione italiana. Tutti i capi delle popolazioni della Sirtica, di Misurata, di Zliten, del Sahel, della Msellata di Tarhuna, del Garian, di Zintan e di Zauia aderirono al Comitato delle Riforme.

#### Cirenaica
In Cirenaica, gli accordi raggiunti con il Modus Vivendi di el-Acroma consentirono di mantenere pacificatamene l'occupazione. Il 31 ottobre 1919, in coerenza con quanto realizzato in Tripolitania fu concesso lo Statuto Libico che non diede frutti positivi. Nel 1920, gli accordi di el-Acroma furono annullati raggiungendo il 15 ottobre del 1920 quelli di Er-Regima. Nonostante la mancata attuazione di tali obblighi, l'anno seguente con l'accordo di Bu Mariam furono attribuite all'emiro nuove concessioni in denaro e la possibilità di costituire campi misti in cui i suoi regolarizzati furono affiancati alle truppe italiane.

## Conclusione della campagna
Sottoscritti gli accordi con i capi in Tripolitania e con i Senussi in Cirenaica, le divisioni italiane inviate in Libia rientrarono in gran parte in Italia per essere poi smobilitate. In Libia rimasero solo le truppe poste a presidio delle basi più importanti. La possibilità di una pace duratura però, sfumò rapidamente essendo state violate in più occasioni le obbligazioni assunte nelle trattative intercorse e nei trattati firmati. In Cirenaica le pretese sempre più consistenti dei Senussi portarono ad un deterioramento dei rapporti con la confraternita. In Tripolitania le maggiori richieste di autonomia avanzate dai capi della colonia e non accettate dal Governo provocarono la ripresa di azioni offensive e scorrerie che colpirono anche le guarnigioni dislocate nei presidi più avanzati. Furono inoltre catturati e trattenuti a lungo in prigionia molti ufficiali di collegamento che, impossibilitati a difendersi, furono costretti alla resa. Nel dicembre 1921 i capi tribù della Tripolitania avanzarono la richiesta di estendere le autonomie accordate ai Senussi in Cirenaica, attraverso l'emirato, anche al loro territorio. Anche questa istanza, destinata al progressivo annullamento della sovranità italiana, non ebbe seguito in quanto, il nuovo Governatore Giuseppe Volpi, riaprì le ostilità occupando di propria iniziativa Misurata.

### La seconda guerra contro i Senussi
Alla guerra dichiarata seguì la guerriglia. Si rese perciò indispensabile mantenere sul piede di guerra ingenti forze e procedere in entrambi i governatorati a una serie di operazioni militari destinate: a eliminare le sacche di resistenza, consolidare il dominio italiano, completare l'occupazione territoriale, costituire nuove basi logistiche e riorganizzare i presidi delle zone occupate.
La guerriglia dei Senussi proseguì infatti per diversi anni.
Avviata la nuova fase operativa caratterizzata da numerosi e difficili cicli di grande polizia coloniale, si giunse alla conquista integrale del territorio ed alla pace solo alla fine del 1931.